# Савченко, Татьяна Устимовна
Татьяна Устимовна Савченко, в девичестве — Бондаренко (укр. Тетяна Устимівна Савченко; 7 июля 1926 год, село Жуки — 29 декабря 2000 год) — советский передовик производства, звеньевая колхоза «Большевик» Полтавского района Полтавской области. Герой Социалистического Труда (1949).

## Биография
Родилась 7 июня 1926 года в селе Жуки, Полтавского района Полтавской области в украинской крестьянской семье.
С 1943 года в период Великой Отечественной войны, в возрасте семнадцати лет, начала свою трудовую деятельность в колхозе «Большевик» Полтавского района Полтавской области Украинской ССР, работая на различных должностях, позже за отличие в труде была назначена руководителем звена полеводческой бригады колхоза «Большевик». В 1948 году звеном под руководством Т. У. Савченко было получено на двадцати гектаров площади: урожай пшеницы — 31,1 центнера с гектара. 
23 июня 1949 года  Указом Президиума Верховного Совета СССР «за получение высоких урожаев пшеницы, подсолнечника и волокна южной конопли при выполнении колхозом обязательных поставок и контрактации по всем видам сельскохозяйственной продукции, натуроплаты за работу МТС в 1948 году и обеспеченности семенами всех культур для весеннего сева 1949 года»  Татьяна Устимовна Савченко была удостоена звания Героя Социалистического Труда с вручением Ордена Ленина и золотой медали «Серп и Молот». 
С 1957 года после окончания Полтавского сельскохозяйственного института была назначена на должность — бригадира полеводческой бригады в опытном хозяйстве  Всесоюзного научно-исследовательского института свиноводства. С 1964 по 1981 годы в течение семнадцати лет, Т. У. Савченко работала — техником-аналитиком Полтавской зональной агрохимической лаборатории. 
С 1981 года вышла на заслуженный отдых, жила в посёлке Степное Полтавского района Полтавской области. 
Скончалась 29 декабря 2000 года. 

## Награды
- Медаль «Серп и Молот» (23.06.1949)
- Орден Ленина (23.06.1949)